# アントラキノン
アントラキノン (anthraquinone) は芳香族に属する有機化合物で、アントラセンの誘導体である。黄色から薄い灰色、もしくは緑がかった灰色をしており、結晶性の粉末である。IUPAC系統名はアントラセン-9,10-ジオン anthracene-9,10-dione だが、別名として9,10-アントラセンジオン、アントラジオン、アントラセン-9,10-キノンなどがある。 
水やアルコールには不溶であるが、ニトロベンゼンやアニリンには可溶である。通常の条件下で、化学的に極めて安定である。
アロエやセンナ、ダイオウやカスカラといった、ある種の植物に含まれている。また菌や藻類、昆虫などにも存在しており、着色の原因となっている物質である。天然のアントラキノン誘導体は下剤として働くものが多いとされている。また、生物に依らない生成方法で産出することもあり、鉱物としてはヘール石 (Hoelite) として登録されているが、産出は珍しい。

## 化学的性質
いくつかの合成法が知られている。
- アントラセンの酸化。
- 塩化アルミニウムを用いたベンゼンと無水フタル酸の縮合（フリーデル・クラフツ反応）。o-ベンゾイル安息香酸が生成した後に自発的に環化し、アントラキノンが生成する。
- ナフトキノンと1,3-ジエンを用いたディールス・アルダー反応。

アントラキノンの古典的な反応としてバリー・スコール合成 (Bally-Scholl synthesis) が知られている。これはグリセロールとアントラキノンの反応によりベンズアントロンを生成するというものである。この反応は銅と硫酸の存在下でキノンが還元され（ケトン基の1つがメチレンになる）、次いでグリセロールが付加するというものである。

## 工業的な応用
多くの天然色素はアントラキノン骨格を持っているため、アリザリンなどの色素の原料として用いられている。また製紙業でパルプ製造の触媒としても用いられている。また、鳥除けに用いられたりもする。
誘導体である2-エチルアントラキノンは工業的に過酸化水素を製造するために用いられている。